# Simone Turco de Trent Turcati
Simone Francesco Valentino Turco de Trent Turcati (13. února 1803 – 10. ledna 1861) byl rakouský politik italské národnosti z Tyrolska (respektive z Jižního Tyrolska), během revolučního roku 1848 poslanec Říšského sněmu.

## Biografie
Pocházel ze starobylé šlechtické rodiny. Roku 1849 se uvádí jako svobodný pán Simon Turco von Trent-Turcati, c. k. krajský komisař v Trentu.
Během revolučního roku 1848 se zapojil do veřejného dění. Ve volbách roku 1848 byl zvolen i na ústavodárný Říšský sněm. Zastupoval volební obvod Valsugana. Tehdy se uváděl coby c. k. krajský komisař. Řadil se ke sněmovní pravici.
Jeho dcerou byla spisovatelka Giulia Turco Turcati Lazzari, působící pod pseudonymem Jacopo Turco Giulia Turco Turcati.)